# Werner von Alvensleben (Politiker, 1875)

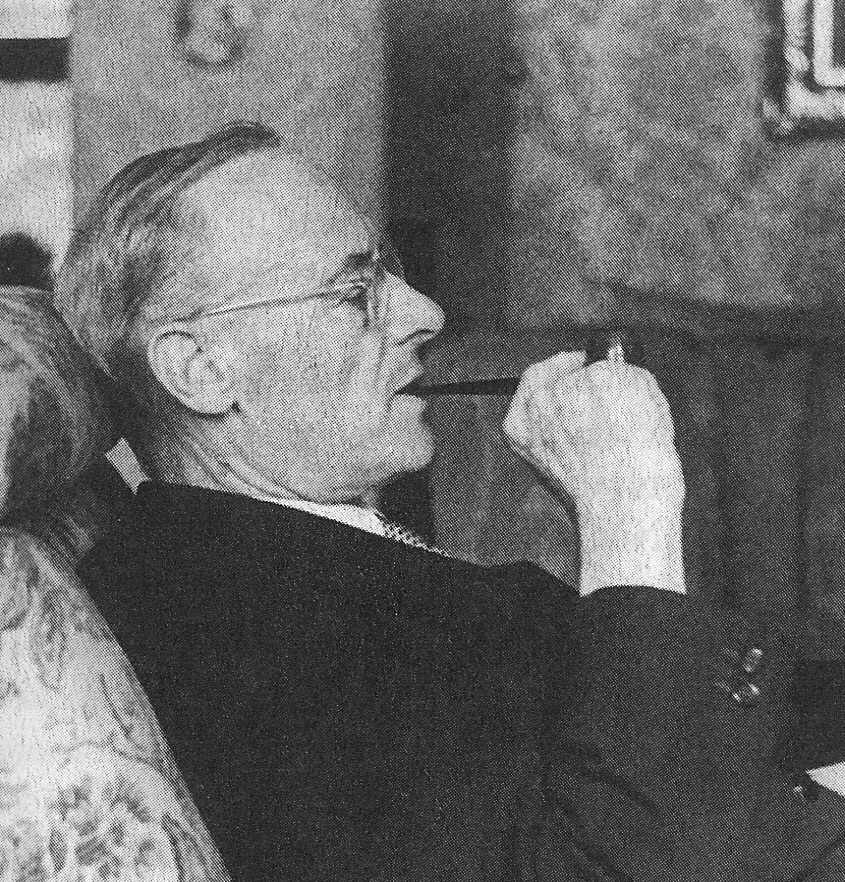
Werner von Alvensleben

Werner von Alvensleben (* 4. Juli 1875 in Neugattersleben; † 30. Juni 1947 in Bremen-Vegesack) war ein deutscher Kaufmann und Politiker.

## Leben
Er entstammte der niederdeutschen Adelsfamilie von Alvensleben und war der zweite Sohn von Werner Graf von Alvensleben (1840–1929) und der Anna von Veltheim (1853–1897). Sein jüngerer Bruder war Bodo Graf von Alvensleben-Neugattersleben, der spätere Präsident des Deutschen Herrenklubs. Nach einem Jurastudium trat er in die Armee ein, war Leutnant im Infanterieregiment Nr. 24 und besuchte 1904/05 die Kriegsakademie. Er schied dann aus dem Heeresdienst aus, überwarf sich mit seinem Vater, der ihn enterbte, und ging nach Vancouver/Kanada. Dort lebte bereits sein jüngerer Bruder Gustav Konstantin von Alvensleben, der sich vom einfachen Arbeiter zum erfolgreichen Unternehmer hochgearbeitet hatte. Er betätigte sich seitdem als Kaufmann mit Export- und Finanzierungsgeschäften. 1909 heiratete er Alexandra Gräfin von Einsiedel (1888–1947). Aus der Ehe gingen die drei Töchter Alexandra (1910–1968), Anna Caroline (1911–2003) und Harriet sowie der Sohn Werner hervor. Seine Tochter Alexandra heiratete 1934 den Manager Wilhelm Roloff. Ein Enkel ist der Fotograf Christian von Alvensleben (Sohn von Anna Caroline).
Im Ersten Weltkrieg wurde er mit dem Eisernen Kreuz 1. Klasse ausgezeichnet, war später Ordonnanzoffizier in der Heeresgruppe Gallwitz, Adjutant des Oberbefehlshabers der Ukraine Hermann von Eichhorn und zuletzt persönlicher Adjutant des Kaisers bei Pawlo Skoropadskyj, dem Hetmann der Ukraine in Kiew. In dieser Eigenschaft setzte er sich für eine unabhängige Ukraine ein.
Nach dem Krieg engagierte er sich neben seiner beruflichen Tätigkeit immer mehr in der Politik. War er vor dem Krieg noch Mitglied der Konservativen Partei gewesen, so trat er jetzt keiner politischen Partei bei und wirkte vor allem im Hintergrund. Auch gehörte er nicht dem Herrenklub an, dessen Präsident sein jüngerer Bruder Bodo war. Stattdessen unterhielt er ein eigenes unauffälliges Büro in der Magdeburger Straße 33 in Berlin, in unmittelbarer Nachbarschaft zum Reichswehrministerium, von dem aus er seiner Tätigkeit als politischer Fädenspinner und Zwischenträger nachging. Seine rechte Hand dabei war seine Sekretärin Maud Volmer. Im Mai 1932 trafen Hitler und Kurt von Schleicher sich in diesem Büro um den Sturz der Regierung Brüning – der dann zum Monatswechsel vollzogen wurde – zu vereinbaren und die Modalitäten festzulegen, unter denen die NSDAP bereit sein würde, die Nachfolgeregierung zu dulden (Aufhebung des damals bestehenden SA-Verbotes Reichstagsauflösung usw.).
Im Juni 1930 gründete sich der „Deutsche Bund zum Schutz der abendländischen Kultur“. Werner von Alvensleben wurde sein Vorsitzender. Sein Ziel war die Sammlung aller konservativen Kräfte in einer umfassenden konservativen Partei mit dem Plan grundlegender „ständischer“ Reformen in Staat und Wirtschaft. Politisch gehörte er zum engeren Kreis um den späteren Reichswehrminister und Reichskanzler General Kurt von Schleicher. Im Rahmen des von Schleicher verfolgten „Zähmungskonzeptes“ stand er auch in Kontakt mit führenden Nationalsozialisten. So war er u. a. als Kurier zwischen Berlin und Gut Neudeck (Privatsitz des Reichspräsidenten Hindenburgs) während der Verhandlungen zwischen Schleicher und der NSDAP im Mai 1932 tätig. Dies bestätigte der damalige Reichskanzler Heinrich Brüning: „Dabei hatte ich erfahren, dass seit acht Tagen täglich ein Kurier Schleichers nach Neudeck fuhr.“ Weiterhin hatte er enge Kontakte zu dem Chef der Heeresleitung General Kurt Freiherr von Hammerstein-Equord.
Nach der Machtergreifung Adolf Hitlers fiel er jedoch bald in Ungnade. Im Zusammenhang mit dem sogenannten Röhmputsch und der Ermordung Schleichers am 30. Juni 1934 sagte Hitler in einer Reichstagsrede am 13. Juli 1934: „Röhm nahm durch die Vermittlung eines durch und durch korrupten Hochstaplers, eines Herrn von A., die Beziehung zu General von Schleicher auf.“ Gemeint war Werner von Alvensleben. Er kam am 30. Juni 1934 für vier Wochen in Haft, entging aber der Erschießung – wahrscheinlich aufgrund einer Intervention von Himmler (Glum, 1964, S. 456/457). Nach dem Tod des Reichspräsidenten Hindenburg am 2. August 1934 verweigerte er als Hauptmann der Reserve den gesetzlich vorgeschriebenen Treueid auf Hitler (Bielenberg, 1969, S. 230) und wurde erneut für einige Monate verhaftet. Unter Verweis auf die Hitlerrede im Reichstag blieb er weiterhin Zielscheibe öffentlicher Angriffe der NS-Presse. Im Januar 1937 kam er wegen „staatsabträglicher Schimpfereien“ noch einmal in "Schutzhaft" (Jacobson, 1984, S. 778). Bei seiner Entlassung am 19. August 1937 erhielt er die Auflage, Neugattersleben nur mit Genehmigung der Geheimen Staatspolizei zu verlassen. Sein Reisepass wurde eingezogen.
Später hatte er über Hammerstein Kontakte zu Carl Friedrich Goerdeler und Ludwig Beck und war – wie Rudolf Pechel in seinem Buch „Deutscher Widerstand“ schrieb – Ende 1941 in die Umsturzpläne zeitweise eingeweiht. Am 20. Juni 1944 wurde er aus anderen Gründen erneut verhaftet und angeklagt. In der Verhandlung vor dem Volksgerichtshof am 1. Februar 1945 konnte ihm eine Mitwisserschaft an den Attentatsplänen nicht nachgewiesen werden, jedoch wurde er wegen defätistischer Äußerungen während einer Teegesellschaft im August 1943 zu zwei Jahren Haft verurteilt, wobei sein Alter und seine angeschlagene Gesundheit sich mildernd auf das Strafmaß auswirkten (Jacobson, 1984, S. 774–780).
Im April 1945 befreiten ihn die Amerikaner aus dem Zuchthaus Magdeburg. Er zog – nachdem Neugattersleben sowjetische Besatzungszone geworden war – zu seiner Tochter nach Bremen-Vegesack und starb dort am 30. Juni 1947.

## Veröffentlichungen
- Krisis des Faschismus. In: Südtirol. Mitteilungen für Freunde Südtirols. Folge 1, Innsbruck, 1. Jänner 1926, S. 1–2 (Digitalisat).